# Lorenzo-Víctor Paret y Guasp
Lorenzo-Víctor Paret y Guasp (Alacant, 1879 – Madrid, 24 de setembre de 1954) fou un economista valencià, assessor ministerial i acadèmic de la Reial Acadèmia de Ciències Morals i Polítiques.
Es va graduar en Comerç a Madrid amb Premi Extraordinari el 1897, i va exercir com a professor de dret mercantil a l'Escola Central de Comerç de Madrid. Alhora, va ocupar alts càrrecs en el Consell Superior d'Emigració, en la Secretaria General de l'Institut de Comerç i Indústria i com a representant de la Federació d'Indústries Nacionals en el Consell d'Economia Nacional fins a la seva desaparició en 1940. Alhora, fou assessor del primer ministre Raimundo Fernández Villaverde entre març de 1899 i juny de 1905. En 1916 va proposar la creació d'un impost sobre la renda i en 1934 va participar en els debats de la Societat per al Progrés Social a Ginebra, on va proposar reduir la jornada laboral setmanal de 48 hores.
En 1950 fou proposat com a acadèmic numerari de la Reial Acadèmia de Ciències Morals i Polítiques, i va ingressa el 25 de novembre de 1952 amb el discurs El equilibrio económico y el progreso social. Va impartir conferències a l'Ateneo de Madrid, a la Reial Acadèmia de Jurisprudència i Legislació i a diverses cambres de comerç. També ha escrit tractats sobre comptabilitat i càlcul mercantil.

## Obres
- Los valores mobiliarios y el impuesto de superdividendos. Ensayo de reforma en la distribución de la riqueza, Madrid, Imprenta Clásica Española, 1913
- Encarecimiento de la vida en los principales países de Europa y singularmente en España. Sus causas, Madrid, Jaime Ratés, 1914;
- Modificaciones que en el actual sistema tributario español exigen las condiciones de la vida social moderna, Madrid, Jaime Ratés, 1916
- Vademécum de cálculos mercantiles, Madrid, Hijos de Tello, 1919
- El Estado y el Banco de España. Política fiduciaria y participación en los beneficios, Madrid, 1921
- Plan de una política moderadora de las Crisis económicas. Informe presentado a la Asociación Internacional de lucha contra el paro, Madrid, 1924
- Los ciclos económicos y el control del crédito, Madrid, Sobrinos de la Sucesora de M. Minuesa de los Ríos, 1925
- La estabilización de la peseta, Madrid, Ramona Velasco, 1929
- Dinero, Rentas y Paro, Madrid, Gráfica Universal, 1931
- Un punto de vista independiente ante la reducción de la jornada de trabajo, Madrid, Sobrinos de M. Minuesa de los Ríos, 1933
- El interés simple. Estudio de sus aplicaciones en los negocios: interés, descuento, cuentas corrientes, Madrid, Librería General de Victoriano Suárez; 1940
- Problemas de cálculo mercantil, Madrid, Dossat, 1941;
- Contabilidad de empresas, Madrid, Dossat, 1942;